# Октобар 1864
Октобар 1864 је била српска музичка група из Београда. Групу су 1984. године основали Горан Томановић, Зоран Карапанџа, Жељко Митровић и Деан Крмпотић. Тања Јовићевић се придружила саставу крајем 1984. године.
Први албум под називом Октобар 1864. објављују 1987. а снимљен је у београдском студију „О”. Други албум Игра бојама излази 1988. године, док је трећи албум Црни плес снимљен 1990. године у студију РТВ Титоград.
Певачица Тања Јовићевић је после распада групе 1991. године и опроштајног концерта 1992. у београдском СКЦ-у певала по џез клубовима. Горан Томановић је основао групу Браћа Лефт, у којој је поред њега свирао и Љубинко Томановић, са двојицом чланова групе Армагедон. Дејан Абадић је наставио музичку каријеру у продуцентско-аранжерским водама. Деже Молнар који је у групу дошао на снимању албума „Црни плес” 1990. године, наставио је са радом на новосадској музичкој сцени, док су остали чланови састава престали са активним бављењем музиком.
Продуцент првог албума „Октобар 1864” био је Александар Хабић, а као гост се, између осталих појављује и један од најпознатијих џез музичара бивше Југославије Бојан Зулфикарпашић, иначе школски друг Жељка Митровића и Деана Крмпотића.
Продукцијом другог албума се бавио Митар Суботић, познатији као Rex Illusivi, a сниматељ је био Теодор Јани, који се на албуму „Црни плес” нашао у улози продуцента.